# Mandu
I mandu (만두?) sono ravioli al vapore tipici della cucina coreana. Il nome è imparentato con quello di altri ravioli ripieni di carne diffusi lungo la Via della seta, quali i manti turchi e i mantou cinesi, questi ultimi prima che perdessero la farcitura. Dal punto di vista gastronomico, invece, sono affini ai jiaozi e ai baozi cinesi, e ai gyoza giapponesi.

## Preparazione
Il ripieno, composto di carne (solitamente manzo o maiale, ma anche pollo e fagiano) e verdure tagliate finemente e condite con sale e pepe, viene poggiato al centro di un sottile disco di pasta, che viene poi piegato in due a formare una mezzaluna. La dimensione è varia: a Hamgyeong-do sono grandi quanto il palmo di una mano adulta, mentre quelli serviti alla corte reale erano piccoli. La cottura può avvenire in padella con un filo d'olio vegetale, oppure al vapore o bolliti nel brodo. Quando sono grigliati o fritti, prendono il nome di gunmandu (군만두?); quando vengono cotti al vapore, jjinmandu (찐만두?); quando vengono bolliti, mulmandu (물만두?; mandu all'acqua). In Nord Corea variano di regione in regione.

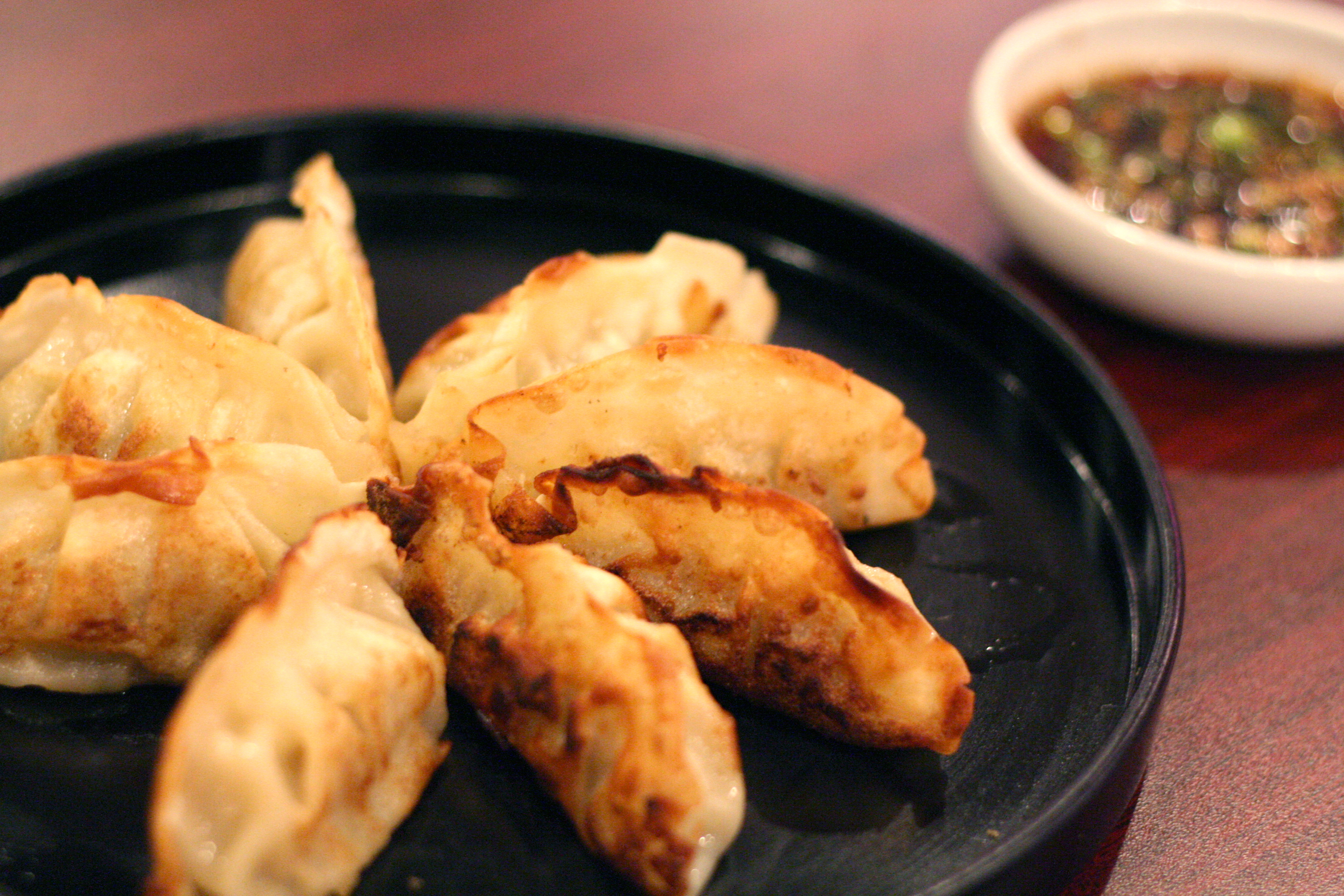
Gunmandu, i mandu grigliati.
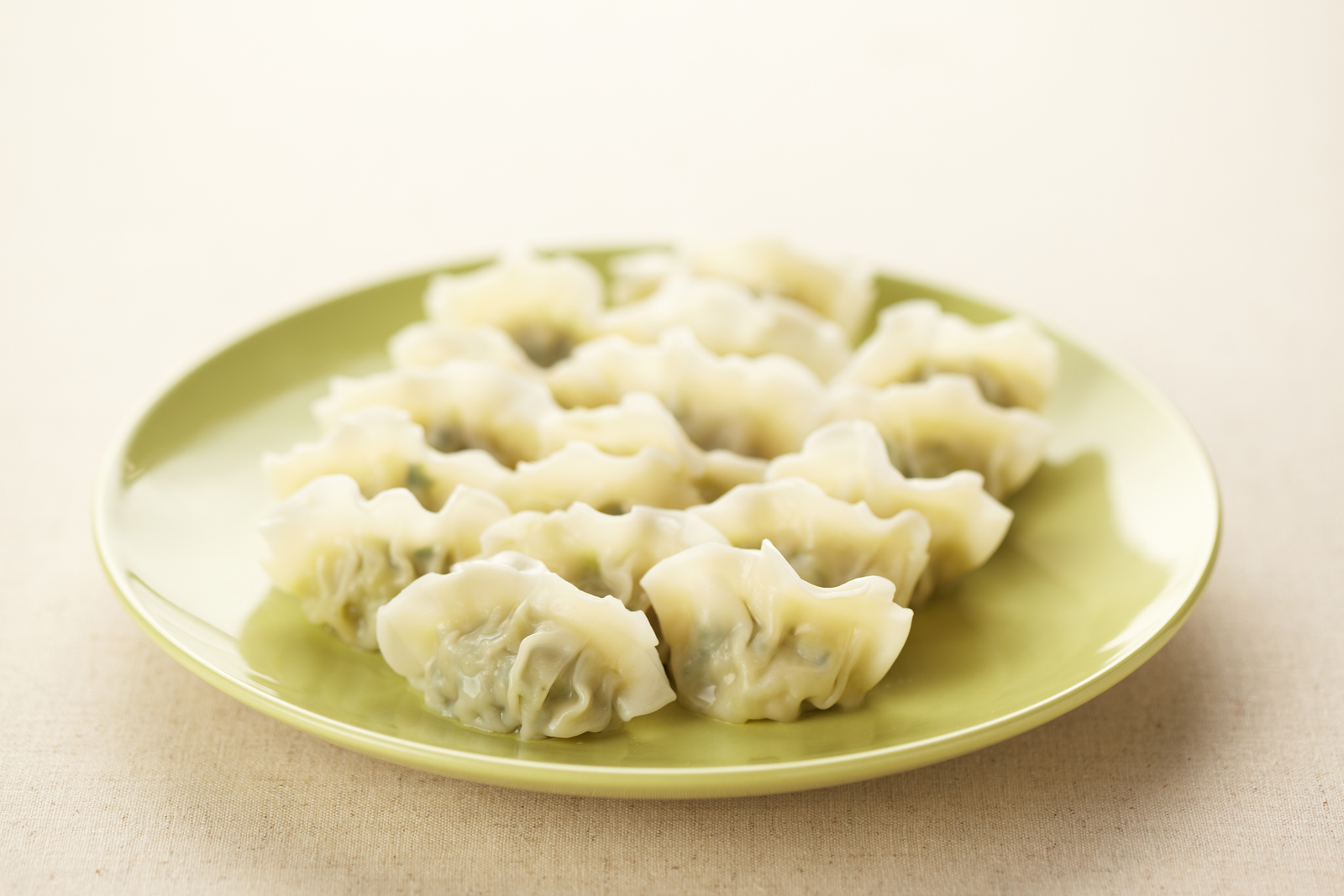
Mulmandu, i mandu bolliti.

## Varietà
- Gullinmandu (굴린만두?) o gulmandu (굴만두?): sono rotondi e senza involucro di pasta, e vengono consumati principalmente in estate[8].
- Wangmandu (왕만두?): ripieni di manzo e verdure.
- Pyeonsu (편수?): hanno forma rettangolare e sono ripieni di verdure. Vengono consumati principalmente in estate, serviti in un brodo freddo[4], e sono una specialità di Kaesŏng[9].
- Eomandu (어만두?; mandu di pesce): hanno forma di mezzaluna ed il ripieno è avvolto in una fetta di filetto di pesce bianco. In origine venivano mangiati dalla corte reale e dalla classe yangban[10].
- Saengchimandu (생치만두?): ripieni di carne di fagiano, di manzo e tofu, venivano mangiati dalla corte reale e nella zona di Seul in inverno[11].
- Seongnyumandu (석류만두?): letteralmente "mandu a melograno" per via della loro forma[12].
- Somandu (소만두?): ripieni di verdure, venivano consumati nei templi buddisti[13].
- Gyuasang (규아상?): ripieni di cetriolo tritato e carne macinata, hanno forma di cetriolo di mare e vengono mangiati principalmente in estate[14][15].
- Kimchimandu (김치만두?): ripieni di kimchi, che conferisce un gusto più piccante[16].
- Kkwongmandu (꿘만두?): ripieni di carne di fagiano e verdure, vengono cotti in un brodo di ossa di fagiano[4].

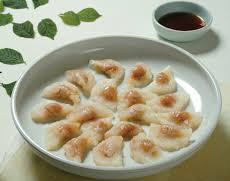
Eomandu.
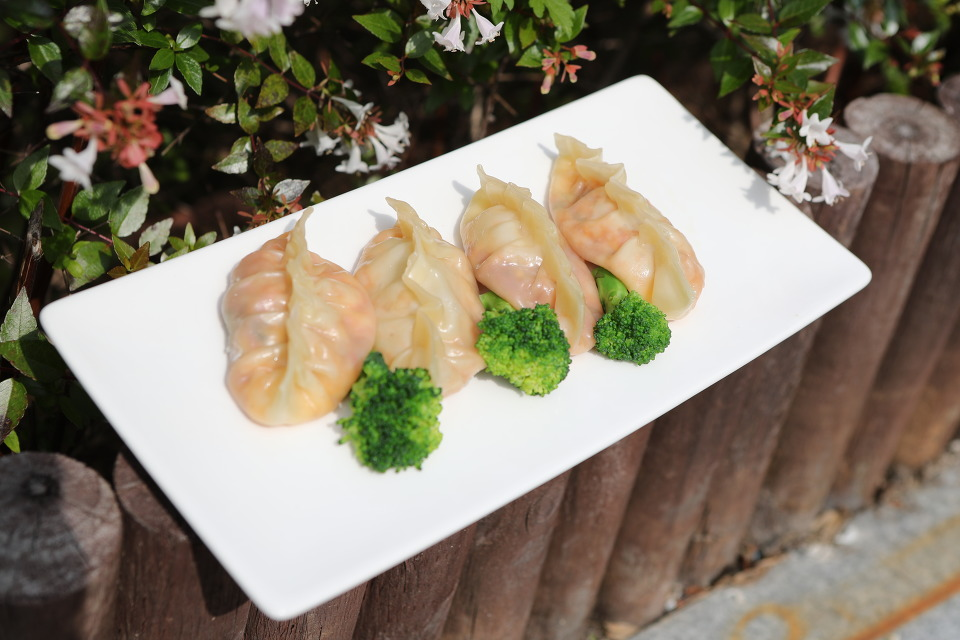
Kimchimandu, i mandu al vapore ripieni di kimchi.

## Piatti a base dimandu

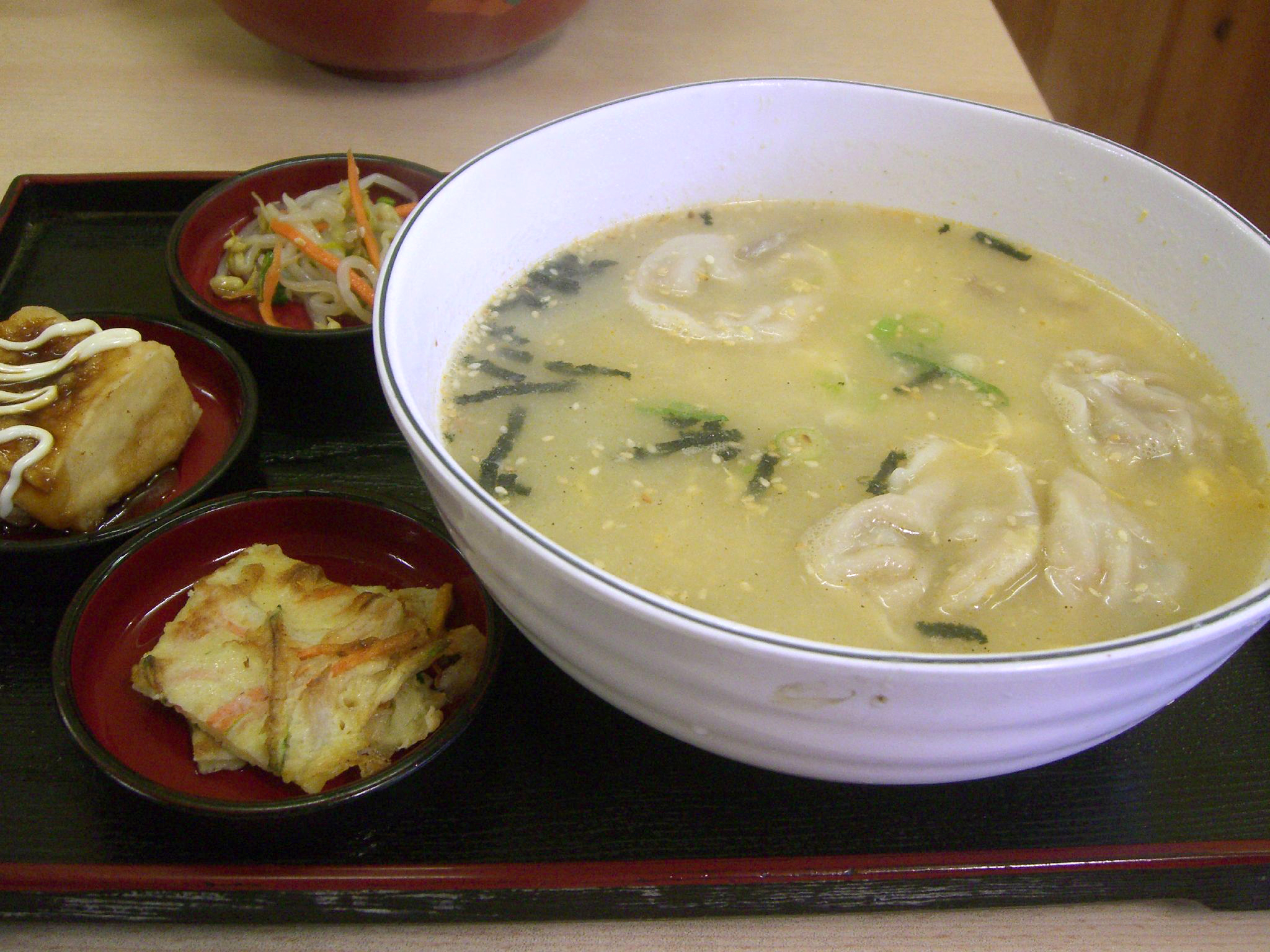
Manduguk.

La manduguk è un tipo di zuppa coreana (guk) a base di mandu e brodo di manzo. La corte reale la chiamava byeongsi (병지?, 餠匙?), mentre nel ricettario del XVII secolo Eumsik dimibang è indicata con il nome di seongnyutang (석류탕?).

## Storia
Si crede che i mandu siano stati importati in Corea dai Dinastia Yuan nel XIV secolo, durante il regno di Goryeo. La religione di stato era il Buddhismo, che scoraggiava il consumo di carne, ma l'incursione mongola causò un allentamento di questo divieto, permettendo così l'entrata dei mandu nella cucina coreana.
Un'altra possibilità è che i mandu siano giunti nella penisola in epoca più antica, dal Medioriente tramite la Via della seta. Gli storici sottolineano come molti piatti a base di farina abbiano avuto origine in Mesopotamia e si siano poi diffusi nel resto del mondo.